# Holland Car Shebelle
Der Holland Car Shebelle ist der erste Van des Herstellers Holland Car und entstand in Zusammenarbeit mit der chinesischen JAC. 
Shebelle war der erste Minivan der Marke und sowohl als Fünfsitzer als auch als Siebensitzer erhältlich. Mit seiner serienmäßigen Vollausstattung rangierte das Modell in der gehobenen Mittelklasse und trat gegen Modelle wie den Ford C-MAX und den Renault Espace an. Neben Äthiopien wird der Shebelle auch in den Niederlanden vertrieben und soll dort vor allem neue Käuferschichten ansprechen. 
Als Motorisierung werden Vierzylinder-Ottomotoren des Types 4G93D4 eingesetzt, welche einem Hubraum von 1834 cm³ und eine Leistung von 105 kW haben. Erhältlich war der Shebelle mit einem manuellen Fünfgang-Getriebe des deutschen Herstellers Bosch.

## Weblink
- Angaben des Herstellers (englisch) (Memento vom 29. Oktober 2010 im Internet Archive)